# J'ai cherché
«J'ai cherché» —en español: «He buscado»— es una canción compuesta por Amir, Johan Errami y Nazim Khaled, e interpretada en inglés y francés por Amir. Fue elegida para representar a Francia en el Festival de la Canción de Eurovisión de 2016 mediante una elección interna.

## Festival de Eurovisión

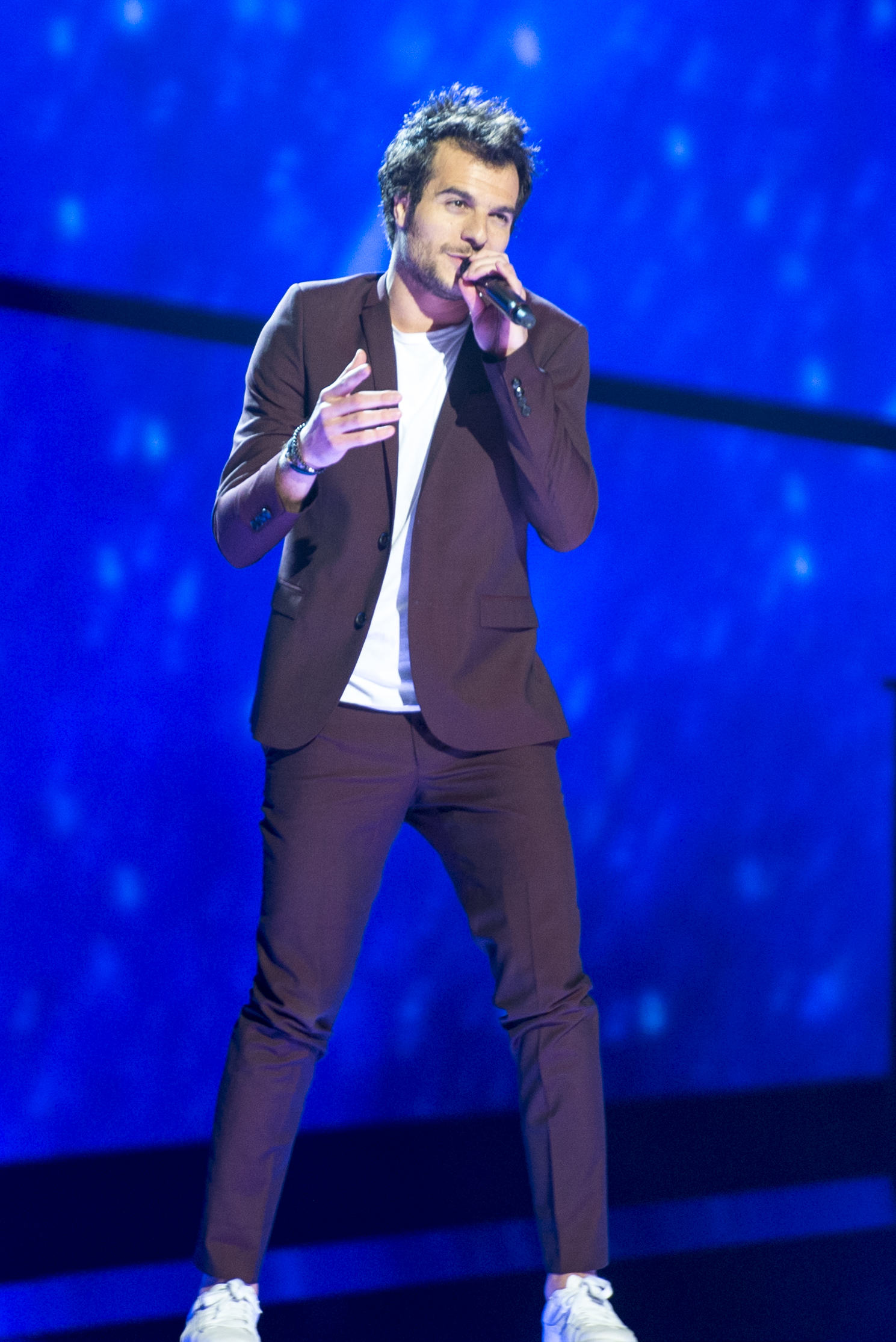
Amir interpretando la canción durante el Festival de la Canción de Eurovisión 2016.

### Elección interna
A finales de 2015, France 2 anunció que la representación francesa del Festival de la Canción de Eurovisión 2016 sería seleccionada internamente. La organización de la selección interna fue dirigida por el director de entretenimiento de France 2 Nathalie André y el nuevo Jefe Francés de la Delegación para el Festival de la Canción de Eurovisión, Edoardo Grassi. Entonces se abrió un plazo de presentación desde el 30 de septiembre de 2015 hasta el 31 de octubre para que los artistas y compositores interesados presentaran sus canciones. Los intérpretes franceses de 16 a 50 años y de cualquier nacionalidad fueron elegibles a participar, mientras que las canciones debían contener, al menos, un 80% de letra en francés y cualquier idioma para la letra restante. Al final del plazo, se recibieron 280 canciones.
El 29 de febrero de 2016, France 2 anunció que la canción que representaría a Francia en el Festival sería «J'ai cherché», interpretada por Amir. France 2 había planeado originalmente que la canción fuera revelada el 12 de marzo. Sin embargo, se filtró la información de que Amir representaría a Francia en el programa Touche pas à mon poste!. La canción se editó y remezcló por Skydancers y Nazim Khaled a petición de la emisora francesa ya que la canción excedía los tres minutos en su versión original. La canción se presentó formalmente al público el 12 de marzo durante el programa The DiCaire Show.

### Festival de la Canción de Eurovisión 2016
Esta canción fue la representación francesa en el Festival de la Canción de Eurovisión 2016. No participó en ninguna semifinal, ya que es un país miembro del «Big 5» (dicho grupo de países pasa directamente a la final, sin tener que participar en las dos semifinales).
Después de conocerse las candidaturas, se convirtió en una de las favoritas menores del festival, con la posibilidad de entrar al Top 10. Aun así, pudo escalar lugares entre el tiempo de su revelación y la semana de ensayos, alcanzando la segunda posición muy cerca de Rusia, la máxima favorita. Finalmente, pasaría a ser 4° durante la realización del festival.
Así, la canción fue interpretada en undécimo lugar durante la final celebrada el sábado 14 de mayo de ese año, precedida por Alemania con Jamie-Lee Kriewitz interpretando «Ghost» y seguida por Polonia con Michał Szpak interpretando «Color of your life». Finalmente, la canción quedó en sexto puesto con 257 puntos, resultado de la medalla de bronce en la votación del jurado con 148 puntos, y los restantes 109 del televoto, que lo colocó 9.º.